# Đông Lễ
Đông Lễ là một phường thuộc thành phố Đông Hà, tỉnh Quảng Trị, Việt Nam.

## Địa lý
Phường Đông Lễ nằm ở trung tâm thành phố Đông Hà, có vị trí địa lý: 
- Phía đông giáp huyện Triệu Phong
- Phía tây và phía nam giáp phường Đông Lương
- Phía bắc giáp các phường 2, 3, 5, Đông Giang.

Phường Đông Lễ có diện tích là 9,40 km², dân số năm 2010 là 7.607 người, mật độ dân số đạt 810 người/km².

## Hành chính
Phường Đông Lễ được chia thành 7 khu phố: 1, 2, 3, 4, 5, Lương An, Phương Gia.

## Lịch sử
Ngày 1 tháng 3 năm 1999, Chính phủ ban hành Nghị định số 8/1999/NĐ-CP về việc thành lập phường Đông Lễ trên cơ sở toàn bộ 919,62 ha diện tích tự nhiên và 5.197 nhân khẩu của xã Triệu Lễ.